# J'suis pas bien
Albums de William Sheller
Ses grands succès
(1981) Olympia 82
(1982)
J'suis pas bien est le cinquième album studio de William Sheller sorti en novembre 1981. 
L'artiste reçoit le 7 décembre 1981 le « diamant du meilleur compositeur » lors d'un gala de la chanson française, au Palais des Congrès de Paris.

## Titres
| 1.                                                             | Pourquoi t'es plus new wave                                                      | 2:58 |
| 2.                                                             | J'suis pas bien                                                                  | 3:13 |
| 3.                                                             | Les orgueilleuses                                                                | 2:20 |
| 4.                                                             | J'attends dans la foule                                                          | 3:16 |
| 5.                                                             | La fille aînée du dernier des Cherokees                                          | 2:09 |
| 6.                                                             | Une chanson noble et sentimentale                                                | 2:40 |
| 7.                                                             | Les mots qui viennent tout bas                                                   | 3:22 |
| 8.                                                             | Genoveve                                                                         | 3:31 |
| 9.                                                             | Ma hantise ordinaire                                                             | 3:08 |
| 10.                                                            | Un endroit pour vivre                                                            | 3:47 |
| 11.                                                            | La Bavaroise (instrumental)                                                      | 2:18 |
| 12.                                                            | J'me gênerais pas pour dire que j't'aime encore (uniquement sur la réédition CD) | 3:57 |
| 13.                                                            | Les petites filles modèles (uniquement sur la réédition CD)                      | 3:47 |
| 14.                                                            | Rosanna Banana (uniquement sur la réédition CD)                                  | 3:48 |
| 15.                                                            | La toccararte (instrumental, uniquement sur la réédition CD)                     | 1:55 |
| 31:36 (33 T 11 plages) 46:09 (cd édition américaine 15 plages) |                                                                                  |      |

## Singles
- 1981 : Une chanson noble et sentimentale / Un endroit pour vivre
- 1981 : Pourquoi t'es plus new wave / J'suis pas bien

## Musiciens
- William Sheller - Piano, voix
- Jacky Arconte - Guitare
- Guy Battarel - Synthétiseur
- Patrick Bourgoin - Saxophone, flûte traversière
- Patrick Dupont - Basse
- Stéphane Ianora - Batterie
- Bernard Torelli - Guitare